# Metachrostis quinaria
Metachrostis quinaria är en fjärilsart som beskrevs av Moore 1881. Metachrostis quinaria ingår i släktet Metachrostis och familjen nattflyn. Inga underarter finns listade i Catalogue of Life.